# Rastovac
Rastovac (česky Rastovec) je vesnice v Chorvatsku v Bjelovarsko-bilogorské župě, spadající pod opčinu města Grubišno Polje. Nachází se asi 9 km jihovýchodně od Grubišna Polje. V roce 2011 zde žilo 40 obyvatel. V roce 1991 bylo 45,07 % obyvatel (64 z tehdejších 142 obyvatel) české národnosti.

## Sousední sídla
| Růžice kompasu |              | Mala Dapčevica |        | Růžice kompasu |
| Růžice kompasu | Treglava     | Sever          | Munije | Růžice kompasu |
| Růžice kompasu | Treglava     | Rastovac       | Munije | Růžice kompasu |
| Růžice kompasu | Treglava     | Jih            | Munije | Růžice kompasu |
| Růžice kompasu | Ivanovo Selo |                |        | Růžice kompasu |